# (1933) Tinchen
(1933) Tinchen es un asteroide que forma parte del cinturón de asteroides y fue descubierto por Luboš Kohoutek el 14 de enero de 1972 desde el observatorio de Hamburgo-Bergedorf, Alemania.

## Designación y nombre
Tinchen fue designado al principio como 1972 AC.
Posteriormente se nombró en honor de Christine Kohoutek, esposa del descubridor.

## Características orbitales
Tinchen orbita a una distancia media del Sol de 2,353 ua, pudiendo acercarse hasta 2,064 ua. Su inclinación orbital es 6,879° y la excentricidad 0,1226. Emplea en completar una órbita alrededor del Sol 1318 días.